# 冷菓
冷菓（れいか）は、冷やして供される菓子の総称。清涼感を得るために冷却してから食する菓子。夏の進物などに好んで用いられ、常温保存可能な商品もある一方、ドライアイス入りの発泡スチロール容器に詰められている商品もある。

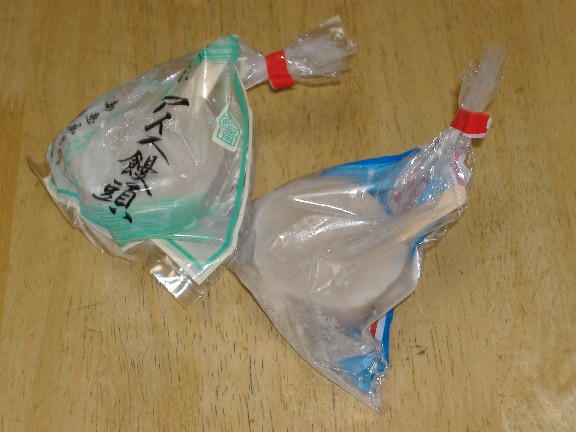
三重県・寿恵広のアイス饅頭で左がアイス饅頭・丹波大納言、右がアイス饅頭。

## 概要

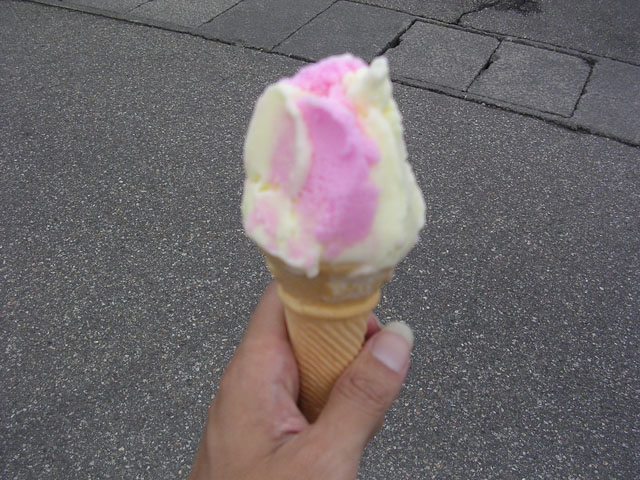
秋田県のババヘラ

清涼感を得るために主に夏に消費される。
代表的なものは以下の通り。
- アイスクリーム
- アイスキャンディー
- アイスクリン
- かき氷
- シャーベット
- パフェ
- アイスまんじゅう
- サンデー
- フローズンヨーグルト
- ゼリー
- 杏仁豆腐
- ムース
- ババロア
- プリン
- 水羊羹
- 冷やしカステラ
- ババヘラ
- 冷凍みかん

## 氷菓

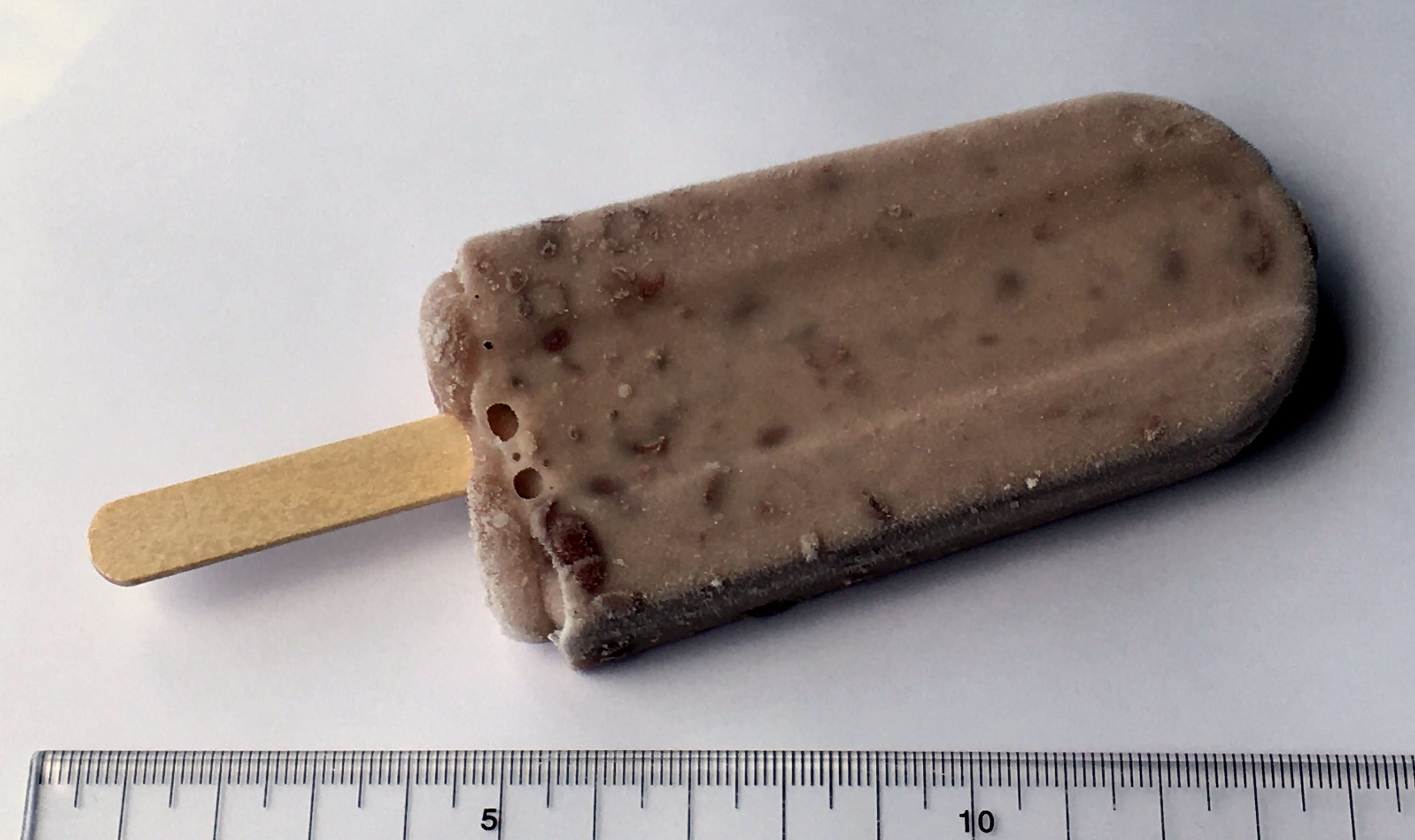
氷菓の例（あずきバー）

氷菓（ひょうか）は、一般には果汁等を氷結した冷菓。基本的に常温保存ができないため、携帯するにはドライアイスや保冷剤で冷却する必要がある。厳密には「アイスクリーム類及び氷菓の表示に関する公正競争規約」で「氷菓」について「食品衛生法の規定に基づく食品、添加物等の規格基準（昭和34年厚生省告示第370号）に適合し、糖液若しくはこれに他食品を混和した液体を凍結したもの又は食用氷を粉砕し、これに糖液若しくは他食品を混和し再凍結したもので、凍結状のまま食用に供するもの」と定義されており、アイスクリーム類（アイスクリーム、アイスミルク、ラクトアイスの総称）とは区別されている。
また、かき氷がベースになっているカップ型の氷菓「カップ氷」「かき氷カップアイス」が日本ではなじみ深い。以下は製造している代表的な会社。
- セイヒョー「カップかき氷」
- フタバ食品「サクレ」
- 丸永製菓「白くま」
- 林一二「古都の氷華」
- 赤城乳業「赤城しぐれ」
- 東洋食品[2]「京しぐれ」
- 久保田食品「かき氷」
- 名糖産業「フロート」
- マルホン[3]「みぞれ」
- グリコ「いちごフロート」
- 森永乳業「みぞれ」※生産終了